# You were here
「You were here」（ユーワーヒア）は、BUMP OF CHICKENの3作目の配信限定シングル。2014年8月1日にトイズファクトリーからリリースされた。

## 概要
シングルとしては、前作「ray feat. HATSUNE MIKU」以来5ヶ月ぶりのリリースとなった。
ジャケットは、ライブで紙吹雪が舞う中を観客がザイロバンドを着けた腕を振り上げている写真となっている。

## 収録曲
1. You were here（5:17）
  - 作詞・作曲：藤原基央　編曲：BUMP OF CHICKEN

ツアー「WILLPOLIS 2014」開催中に書き上げられた。
2014年7月31日に行われた同ツアーファイナルの東京ドーム公演にて初披露され、終演直後にラジオ番組『SCHOOL OF LOCK!』にてオンエアされた。また、翌8月1日にはミュージックビデオのショートバージョンが、8月5日にはフルバージョンがYouTubeの公式チャンネルでそれぞれ公開された。